# Юлиана Штольбергская
Юлиана Штольбергская (нем. Juliana zu Stolberg; 15 февраля 1506, Штольбергский замок — 18 июня 1580, Дилленбург) — родоначальница старшей и младшей линии Оранской династии.

## Биография
Юлиана — дочь графа Бодо из дома Штольбергов и его супруги Анны Кёнигштейн-Эппенштейн, дочери графа Филиппа Кёнигштейн-Эппенштейна. Воспитывалась в протестантском вероисповедании, семья проживала в Штольберге и Вернигероде. В возрасте 13 лет была отправлена ко двору бездетного дяди, графа Эбергарда Кёнигштейна.
В Кёнигштейне устроили её брак с графом Филиппом II Ганау-Мюнценбергским, который был заключён 9 июня 1523 года. В этом браке родилось три сына и две дочери. Граф Филипп II умер в 27 лет в 1529 году. Опекуном его несовершеннолетнего наследника Филиппа III помимо матери Юлианы стал Вильгельм I Нассау-Дилленбургский.
В сентябре 1531 года Юлиана Штольбергская вышла замуж во второй раз, именно за опекуна своего сына. Вместе с детьми она переехала в Дилленбург. Во втором браке родилось ещё двенадцать детей, в том числе Вильгельм I Оранский и Иоганн VI Нассау-Дилленбургский. Граф Вильгельм был верным последователем Реформации, основал пять школ, и Юлиана оказывала мужу всяческую поддержку.
К 74 годам графиня Юлиана имела 160 прямых потомков. 6 июня 1559 года в дилленбургском дворце состоялись сразу три свадьбы троих её детей: сына Иоганна и дочерей Анны и Елизаветы. Эти трое детей произвели ещё 48 потомков Юлианы. Набожная графиня занимала центральное место в многочисленном семействе и пользовалась большим уважением. В 1559 году Юлиана Штольбергская овдовела во второй раз. Юлиана Штольбергская была похоронена в протестантской городской церкви Дилленбурга.

## Потомки
В первом браке с графом Филиппом II Ганау-Мюнценбергским:
- Рейнгард (1524)
- Екатерина (1525—1581), замужем за Иоганном IV Вид-Рункельским
- Филипп III (1526—1561)
- Рейнгард (1528—1554)
- Юлиана (1529—1595), замужем за графом Томасом Зальм-Кирбургским (1529—1553)

Во втором браке с Вильгельмом I Нассау-Дилленбургским:
- Вильгельм (1533—1584), основатель старшей линии Оранской династии
- Германна (1534)
- Иоганн VI (1535—1606), граф Нассау-Дилленбурга, основатель младшей линии Оранской династии.
- Людвиг (1538—1574)
- Мария (1539—1599), замужем за Вильгельмом IV Бергским
- Адольф (1540—1568)
- Анна (1541—1616)
- Елизавета (1542—1603)
- Екатерина (1543—1623), замужем за графом Гюнтером XLI Шварцбург-Арнштадтским
- Юлиана (1546—1588), замужем за графом Альбрехтом VII Шварцбург-Рудольштадтским
- Магдалена (1547—1633), замужем за графом Вольфгангом II Гогенлоэ (1546—1610)
- Генрих (1550—1574)